# Oberonia cuneata
Oberonia cuneata är en orkidéart som beskrevs av Johannes Jacobus Smith. Oberonia cuneata ingår i släktet Oberonia och familjen orkidéer. Inga underarter finns listade i Catalogue of Life.